# 東北九城

『北關遺蹟圖帖』の「拓境立碑圖」 - 尹瓘らが女真族征伐直後、国境碑を建てる場面（17世紀民画）

東北九城（とうほく きゅうじょう）は、江東六州とともに高麗の北進政策および領土確定を象徴する地域である。尹瓘が別武班を率い、千里長城を越えて、東北地域の女真族を追い出し、9城を築いたもので、この9城を「東北九城」と呼んだ。

## 解説

### 経緯
高麗は、契丹との戦争後、北方からの侵攻に備え、鴨緑江の河口から現在の咸鏡道永興に続く千里長城を築いた。千里長城の東北には女真族が住んでおり、彼らは東蕃と呼ばれ、生女真の系統であった。女真族は咸鏡道から豆満江流域から黒竜江・松花江流域にも居住していた。多数の女真族は遊牧生活をしていたが、咸鏡道の海岸地域や豆満江流域一帯には農耕に従事する部族も住んでいた。彼らはこの当時、統一した政治集団を形成せず、いくつかの系統に分かれていた。
しかし、女真族の一部族である完顔部が強大となり、曷懶甸（かつらんてん）地域（摩天嶺以南、定平以北）を襲撃し高麗に服属していた女真族の村落を占領し、定平の千里長城付近にまで出没するようになった。高麗は林幹らを派遣して女真族を攻撃したが敗北した。再度、尹瓘を送って征伐させたが大敗し、和約だけを結んで帰ってきた。林幹と尹瓘の敗北によって定平の千里長城外の女真族の村落は全て完顔部の支配下に入ることになった。
尹瓘は粛宗に建議して、正規軍とは別に別武班を編成することが決定された。別武班とは、馬を持つものを騎兵である神騎軍、持たないものを歩兵の神歩軍、僧兵を降魔軍として編成した軍団であった。粛宗はこの女真征伐の意志を果たせずに世を去るが、後を継いだ睿宗がその遺志を受け継ぐことになる。

### 九城の設置
睿宗2年（1107年）、尹瓘が元帥、呉延寵が副元帥として、別武班含む17万の大軍を引き連れ、千里長城の東北方、咸興平野の東女真征伐に向かった。高麗軍は、十分に準備が整っていたため、今回の征伐では135の村落を占領し、5000名を捕虜とする戦果を挙げた。尹瓘は、占領した咸州（함주）を始め、福州（복주）・英州（영주）・吉州（길주）・雄州（웅주）・通泰鎮（통태진）・真陽鎮（진양진）・崇寧鎮（숭녕진）・公嶮鎮（공험진）の9城を築き、南方の6万9000戸余りを植民として移住させたが、現在それらの詳しい位置は未だ明らかにされていない。

#### 九城の位置
9城の位置については3つの説がある。
1. 第1説 - 咸関嶺以南から定平以北の広い意味での咸興平野一帯と見る説[1]。
2. 第2説 - 吉州または摩雲嶺以南から定平までの主に咸鏡南道一帯と見る説[1][* 1]。
3. 第3説 - 公嶮鎮の位置を豆満江以北として、それより南から定平までの咸鏡道一帯にわたっていたと見る説[1]。

### 九城の放棄
高麗が開拓した9城はそれほど長く維持することができなかった。尹瓘が9城を構築するや、女真族は生活根拠地を失ってしまうようになり、完顔部の烏雅束が中心となって、数次侵犯する一方、講和を要請して9城の返還を要請した。高麗は9城の維持に莫大な物資を費やし、人的被害も相次いだため、開拓から足掛け2年あまりの睿宗4年（1109年）、公嶮鎮で惨敗を喫した後、9城を女真族に返してやり、軍隊と民衆を撤収させた。

### その後
その後、曷懶甸地域を確保した完顔部は、睿宗8年（1113年）、阿骨打が女真族を率いて勢力をさらに増大し、中国東北部の大部分を支配下に置き、2年後には金を建国することになる。勢力が強大になった金は、睿宗12年（1117年）、高麗に対して兄弟の盟約を結ぶよう要求し、金と高麗は緊張関係に置かれることになるが、その後も金は、仁宗3年（1125年）に契丹を滅ぼし、次いで宋の首都汴京を陥落させ、名実ともに中原の覇者となった。こうなると金は高麗に対して君臣関係を迫るようになり、高麗は強硬派と穏健派に分かれて激しく論争を繰り広げたが、新興強国である金の現実を前に武力抵抗を諦め、事大の礼を取ることを決定した。しかし、これに対する一部の不満は、後に妙清の乱へと展開することになる。